# ジョーダン・ラッド
ジョーダン・ラッド（Jordan Ladd,1975年1月14日 - ）はカリフォルニア州ハリウッド出身の女優。

## 来歴
母親はTVドラマ『チャーリーズ・エンジェル』のクリス・マンロー役で知られるシェリル・ラッド､父親は製作者のデヴィッド・ラッド､祖父が『シェーン』のアラン・ラッドという芸能一家に生まれる。
2歳の時にジェームズ・ガーナーと共演したポラロイドのCMでデビュー。TV作品などへの出演を経て､94年『レディ・ヴァンパイア/淫夢伝説』で映画デビュー。97年のグレッグ・アラキ監督『ノーウェア』のアリッサ役で注目を集める。他の出演作には『25年目のキス』や『デス・プルーフ in グラインドハウス』のシャナ役などがある。
なお98年のTV映画『チャット・ルーム/インターネット美少女誘拐事件』ではシェリル・ラッドと親子共演を果たしている。またイーライ・ロス監督との仕事も多く､ロス監督作である『キャビン・フィーバー』､『ホステル2』､『グラインドハウス』内のフェイク予告編『感謝祭』に出演しているほか､『感謝祭』と『デス・プルーフ in グラインドハウス』で共演もしている。

## 出演作品
| 公開年 | 邦題 原題                                                               | 役名             | 備考                                   |
| ------ | ----------------------------------------------------------------------- | ---------------- | -------------------------------------- |
| 1994   | レディ・ヴァンパイア/淫夢伝説 Embrace of the Vampire                    | エリザ           |                                        |
| 1997   | ノーウェア Nowhere                                                      | アリッサ         |                                        |
| 1997   | ザ・ネットワーク Weapons of Mass Distraction                            | レティティア     | テレビ映画                             |
| 1998   | チャット・ルーム/インターネット美少女誘拐事件 Every Mother's Worst Fear | マーサ           | テレビ映画                             |
| 1999   | 25年目のキス Never Been Kissed                                          | ギビー           |                                        |
| 2000   | ハリウッド・スキャンダル! Best Actress                                  | アンバー・リヨン | テレビ映画                             |
| 2000   | MIS II メン・イン・スパイダー2 The Specials                             | ナイトバード     |                                        |
| 2002   | キャビン・フィーバー Cabin Fever                                        | カレン           |                                        |
| 2004   | ミステリー・ツアー Club Dread                                           | ペネロペ         |                                        |
| 2004   | マッド・カンニバル Madhouse                                             | サラ             |                                        |
| 2006   | インランド・エンパイア Inland Empire                                    | テリー           |                                        |
| 2007   | デス・プルーフ in グラインドハウス Death Proof                          | シャナ           |                                        |
| 2007   | 感謝祭 Thanksgiving                                                     | ジュディ         | 『グラインドハウス』内のフェイク予告編 |
| 2007   | ホステル2 Hostel: Part II                                               | ステファニー     |                                        |
| 2019   | サタニックパニック Satanic Panic                                        | キム・ラーソン   |                                        |

## 参照
1. ↑  Jordan Ladd Biography (1975–)